# Jaroslav Katriňák
Jaroslav Katriňák (n. 25 aprilie 1966 în Martin) este un motociclist slovac de anduranță. În 2008 a suferit o operație de transplant de ficat, concurând, de atunci, pe ATV-uri și quaduri. Este reprezentant Can-Am.